# Xiahou Dun
Xiahou Dun (夏侯惇T, Xiàhóu DūnS, zi: Yuánràng, 元讓T; Bozhou, ... – 220) è stato un generale cinese.
Era un ufficiale Wei e parente di Cáo Cāo. Si dice che abbia perso un occhio ferito da una freccia in uno scontro con Lü Bu e, poiché l'occhio gli apparteneva, pare l'abbia strappato dalla freccia e l'abbia mangiato. Comandava grandi truppe e combatteva come braccio destro di Cao Cao.
Le Cronache dei Tre Regni descrivono Xiahou Dun come un uomo modesto e generoso. Costrinse il suo educatore a seguirlo in battaglia in modo da continuare la sua formazione anche nel bel mezzo della battaglia.

## Biografia
Nato nella contea di Qiao (譙, l'attuale Bozhou) all'età di quattordici anni uccise un uomo che aveva insultato il suo maestro. Da allora la sua fiera personalità divenne celebre in tutta la regione. Nel 190 Xiahou si unì a Cao Cao nella sua campagna contro il tirannico signore della guerra Dong Zhuo. Xiaohou fu uno stretto alleato di Cáo Cāo fin dalle prime battaglie contro Dong Zhuo e in particolare nella battaglia di Yanzhou, la cui vittoria gli valse la nomina a vice-comandante.
Tuttavia, egli subì una grave umiliazione nel 194, durante la campagna di Cáo Cāo contro Tao Qian; allora, Xiahou era a capo della guarnigione della città di Puyang, non molto lontano dal fronte. Improvvisamente, Zhang Miao e Chen Gong si ribellarono e presero il controllo di gran parte del moderno Shandong. Immediatamente, Xiahou Dun assunse il comando di una forza di cavalleria e si diresse a Juancheng, dove risiedeva la famiglia di Cáo Cāo. A questo punto, Lü Bu, alleatosi ai ribelli, attaccò e conquistò Puyang, lasciata senza comandante. Subito dopo, egli inviò dei messaggeri a Xiahou Dun per chiedergli la resa; i messaggeri si rivelarono guerrieri armati che presero il condottiero in ostaggio all'interno della sua stessa tenda. La fermezza del suo subordinato Han Hao gli salvò la vita: egli si rifiutò di arrendersi e, preso il comando delle truppe, assaltò la tenda, liberando Xiahou e uccidendo i "messaggeri".
Appena appreso della rivolta, Cáo Cāo si riunì a Xiahou ed i due riconquistarono Puyang, costringendo Lü Bu a ritirarsi sotto la protezione di Liu Bei nello Xiapi.
Poco dopo, però, Lü Bu prese il controllo dello Xiapi e tornò all'attacco. Nel 198, Gao Shun, generale al servizio di Lü Bu, attaccò Xiaopei. Cáo Cāo inviò Xiahou Dun ad intercettare Gao Shun, sperando in un'alleanza con Liu Bei, che si trovava a Xiaopei. La battaglia fu tuttavia persa e in quest'occasione una freccia lo colpì nell'occhio sinistro. Secondo la tradizione, Xiahou estrasse la freccia e si mangiò il suo stesso bulbo oculare. Dopo la fine della campagna contro Lü Bu, Cáo Cāo lo promosse al titolo onorifico di Generale Jianwu (建武將軍).
In questo breve periodo di relativa pace, Xiahou Dun si impegnò ad implementare i programmi agrari già fissati da Cáo Cāo, occupandosi prevalentemente dell'area del presente Hunan. Egli fece costruire una diga sul fiume Taishou e vi fece creare intorno larghe piantagioni di riso. Questo contribuì all'incremento della produzione di cibo in tutto l'impero.
Nel 202, Xiahou Dun fu inviato a contrastare Liu Bei nella battaglia di Bowang; ad un certo punto, Liu Bei diede fuoco al suo accampamento e fuggì. Nonostante fosse sconsigliato dai suoi consiglieri militari, Xiahou Dun si lanciò all'inseguimento, ma venne sconfitto quando le truppe di Liu Bei gli tesero un'imboscata.
Dopo la morte di Cáo Cāo, suo figlio Cao Pi costrinse l'imperatore Xian di Han ad abdicare, divenendo così il primo imperatore del Cao Wei; appena salito al trono, nominò Xiahou Dun generale supremo. Tuttavia, pochi mesi dopo il generale si ammalò e morì; i più religiosi videro in ciò il fatto che Xiahou volesse seguire il suo signore anche nell'aldilà.

## Nella cultura di massa
Appare come personaggio giocabile nella serie di videogiochi Dynasty Warriors (serie).